# 1102
1102 (MCII) a fost un an obișnuit al calendarului iulian.

## Evenimente
- 5 mai: Valencia este cucerită de almoravizii conduși de Ibn Tashfin după un asediu început în urmă cu un an; sprijinul regelui Alfonso al VI-lea sosește prea târziu; regele Castiliei reușește la un moment dat să reocupe orașul, însă, după cel îl incendiază, este nevoit să se retragă din nou.
- 19 mai: Victorie a fatimizilor asupra regelui Balduin I al Ierusalimului la Ramla, în apropiere de Jaffa; contele Ștefan I de Blois cade în luptă.
- 27 mai: Regele Balduin I al Ierusalimului își ia revanșa, administrând fatimizilor o înfrângere la Jaffa.
- 17 noiembrie: Aflată la Canossa, contesa Matilda de Toscana reînnoiește actul din 1077, de donație către Statul papal a teritoriilor pe care le are în stăpânire.

### Nedatate
- ianuarie: Împăratul Henric al IV-lea îl opune papei Pascal al II-lea pe antipapa Albert.
- ianuarie: Începe un conflict pentru învestitură între papa Pascal al II-lea și regele Henric I al Angliei.
- februarie: Apar primele comune pe teritoriul de nord al Franței și în Țările de Jos.
- martie: Tancred, regent al Principatului Antiohiei în lipsa lui Bohemund de Tarent, provoacă ravagii în împrejurimile Alepului. Emirul de Alep, Ridwan, este nevoit să accepte plasarea unei imense cruci pe moscheea principală a orașului.
- aprilie: Revenit de la Constantinopol, cruciatul Raymond de Saint-Gilles, conte de Toulouse, începe asediul asupra Tripoli și ocupă Tortosa, după care ia titlul nominal de conte de Tripoli.
- Conciliul de la Londra; Biserica Catolică interzice sodomia, precum și vânzarea de sclavi creștini către țările non-creștine.
- Contele Eble de Roucy, acuzat de erezie, este înfrânt de Ludovic, fiul regelui Filip I al Franței.
- Cruciații cuceresc Cesarea Maritima.
- Cruciații înfrâng lângă Ascalon o armată a fatimizilor care intenționa recuperarea Regatului de Ierusalim; după trei luni de asediu, Ascalon trece în mâinile creștinilor.
- Daibert de Pisa este temporar depus din poziția de patriarh latin de Ierusalim.
- Instaurarea unui comptuar venețian la Sidon.
- La solicitarea regelui Boleslaw al III-lea al Poloniei, episcopul de Bamberg, Otto, începe evanghelizarea Pomeraniei.
- Pornit către Țara Sfântă cu cinci vase, prințul Skopte Ogmundsson al Norvegiei își găsește moartea pe drum, pe cînd se afla la Roma. Fiii săi continuă pelerinajul, însă mor, la rîndul lor, în Sicilia.
- Prin uniunea cu Regatul Ungariei ("Pacta Conventa"), Croația își pierde în totalitate independența în favoarea regelui Koloman; se creează uniunea personală dintre cele două regate, Croația menținându-i un guvernator propriu (ban) și o adunare proprie (sabor).
- Raymond de Saint-Gilles este pus în închisoare de către Tancred, regentul Principatului Antiohiei.
- Regele Henric I al Angliei ia în posesie castelul Arundel.
- Regele Magnus al III-lea al Norvegiei atacă Irlanda.

## Arte, științe, literatură și filozofie
- Este construit castelul Hohenbaden, în Baden (Germania).

## Înscăunări
- 19 mai: Theobald I, conte de Blois (1102-1152)
- 4 iunie: Boleslaw al III-lea "Krzywousty", rege al Poloniei (1102-1138)
- aprilie: Raymond de Saint-Gilles, conte de Tripoli (1102-1105)

## Nașteri
- 7 februarie: Matilda, fiică a regelui Henric I al Angliei (d. 1167)

## Decese
- 23 martie: Otto I de Burgundia, 43 ani (n. 1058)
- 19 mai: Ștefan I, conte de Blois (n. ?)
- 4 iunie: Wladyslaw I Herman, 61 ani, rege al Poloniei (n. 1040)
- 29 iunie: Albert al III-lea, 74 ani, conte de Namur (n. 1027)
- 18 octombrie: Hugues, 44 ani, conte de Vermandois (n. 1057)
- Karbouga, atabeg de Mosul (n. ?)
- Lupus Prothospatarius, cronicar italian (n. ?)
- Theoderich, antipapă (n. ?)
- Vitale I Michiel, doge al Veneției (n. ?)